# Hilde Marx
Hilde Marx (geb. 1. November 1911 in Bayreuth; gest. 4. Oktober 1986 in New York) war eine deutschamerikanische Lyrikerin, Schriftstellerin und Journalistin.

## Leben

### Jugend und Studium
Hilde Marx wurde als Tochter des aus Bamberg stammenden Adolf Marx geboren, der gemeinsam mit seiner Frau Inhaber des Textilkaufhauses Schriefer in der Richard-Wagner-Straße 4 in Bayreuth war. Sie besuchte dort die Graserschule und wechselte 1925/1926 an das Humanistische Gymnasium in der Friedrichstraße. Dort erlebte sie schon in dieser Zeit antijüdische Tendenzen.
Trotz allem erhielt sie 1929 den Jean-Paul-Preis der Stadt Bayreuth, eine Auszeichnung an Schüler für besondere Leistungen in deutscher Sprache und Literatur. Nach dem Abitur 1931 ging Hilde Marx zum Studium der Zeitungswissenschaft, Theatergeschichte und Kunstgeschichte zum Wintersemester 1931/1932 nach Berlin. Nach ihrer Zwangsexmatrikulierung 1933/1934 kam sie als freie Mitarbeiterin bei einer jüdischen Zeitung unter. 1934 veröffentlichte Hilde Marx unter einem Pseudonym eine Gedichtsammlung Im Vers gefangen. Ihr erster Gedichtband unter eigenem Namen Dreiklang. Worte vor Gott, von Liebe, vom Tag erschien 1935 und machte sie in der jüdischen literarischen Öffentlichkeit bekannt. Der Band, der sich auch mit Problemen der jüdischen Bevölkerung befasste, wurde später verboten.
Von Hilde Marx geschriebene Texte für ein jüdisches Kabarett mussten der Gestapo vorgelegt werden, ihre Veranstaltungen und Lesungen wurden von der Geheimen Staatspolizei (Gestapo) überwacht. In dieser Zeit wollte sie Deutschland noch nicht verlassen.

### Emigration
Als sich Hilde Marx weigerte, ein Guthaben in Pilsen nach Deutschland überweisen zu lassen, drohte ihr die Gestapo eine Haftstrafe in einem KZ an. Daraufhin reiste sie im Winter 1937/38 in die Tschechoslowakei aus, blieb dort einige Monate in Prag und siedelte im November 1938 nach New York über.
Dort verdiente sie ihren Lebensunterhalt durch Jobs, unter anderem als Kindermädchen, Altenbetreuerin und Verkäuferin. In ihrer Freizeit ließ sie sich zur Diplom-Masseurin ausbilden. In dieser Zeit erschienen in der deutsch-jüdischen Zeitschrift Aufbau ihre ersten Gedichte in Amerika. Die US-amerikanische Staatsbürgerschaft erhielt sie 1943 und ehelichte ihren Jugendfreund, den praktischen Arzt Erwin Feigenheimer. Dieser Ehe entstammen drei Töchter.
1951 erschien Hilde Marx’ dritter und letzter Gedichtband Bericht mit Werken von 1938 bis 1951. Das Kabarett ließ sie ebenfalls nicht los und so wurde Hilde Marx in den Vereinigten Staaten besonders durch ihre One Woman Show bekannt, Vorstellungen mit ernsten und heiteren Bestandteilen. Sie enthielten auch dramatisierte Themen zur jüdischen und christlichen Tradition, Rezitationen klassischer deutscher Autoren sowie ihre eigenen Werke.
Nach 1960 wurde sie in die Redaktion des Aufbaus berufen, wo sie Theater- und Filmkritiken und Kurzbiografien jüdischer Emigranten verfasste.

### Besuch in Deutschland
30 Jahre nach ihrer Emigration besuchte sie 1967 Verwandte in Deutschland. Dieser – erst 1982 bekannt gewordene – Besuch veranlasste Josef Gothart, den Vorsitzenden der Israelitischen Kultusgemeinde und weitere Personen und Institutionen, auch die Bayreuther Stadtverwaltung, sie zu einem Vortrag vor den Schülern ihres ehemaligen Gymnasiums, dem heutigen Gymnasium Christian-Ernestinum, einzuladen. Sie hielt den Vortrag am 16. Juni 1986 und zwei Tage später auch eine Lesung eigener und fremder Werke. Die geringe Präsenz der Bayreuther Bevölkerung und besonders ihrer eigenen Generation fiel ihr unangenehm auf.
Den Besuch ihrer Heimatstadt bezeichnete sie in einem Dankschreiben an den Oberbürgermeister der Stadt Bayreuth als „den schwersten Job, den ich je gemacht habe“.
Hilde Marx starb im Alter von 74 Jahren in New York. Ihr umfangreicher Nachlass befindet sich in der State University of New York in Albany.

## Werke
- Dreiklang: Worte vor Gott, von Liebe, vom Tag. Philo-Verlag. Berlin, 1935
- Es ist wichtig, daß wir sprechen. In: Henri Jacob Hempel (Hrsg.): „Wenn ich schon ein Fremder sein muß...“ Deutsch-jüdische Emigranten in New York. Frankfurt am Main : Ullstein, 1983, S. 29–69